# Großschönau, Sachsen
Großschönau är en kommun i Landkreis Görlitz i Sachsen i Tyskland. Den hade 5 767 invånare år 2013. Kommunen har cirka 5 200 invånare.
Kommunen ingår i förvaltningsområdet Großschönau-Hainewalde tillsammans med kommunen Hainewalde.

## Vänorter
Großschönau har följande vänorter:
- Hüfingen, Tyskland, sedan 1990
- Olszyna, Polen, sedan 2000

Großschönau har även relationer med:
- Dolní Podluží, Tjeckien
- Großschönau, Niederösterreich, Österrike
- Varnsdorf, Tjeckien
- Velký Šenov (på tyska Groß Schönau), Tjeckien